# Bernhard Olin
Carl Bernhard Olin, född 15 april 1893 i Lund, död 2 mars 1982 i Västerås, var en svensk teckningslärare och målare.
Han var son till fabrikören Carl Olin och Anna Bengtsson och från 1930 gift med trädgårdsarkitekten Marta Augusta Ohlsson. Olin avlade teckningslärarexamen 1915 och var anställd som teckningslärare vid Växjö folkskoleseminarium 1920–1937 och vid Teachers College vid Columbia University i New York 1921–1922 samt från 1937 vid Västerås allmänna läroverk. Han medverkade i Liljevalchs höstutställningar och samlingsutställningar arrangerade av Skånes konstförening och i smålandskonstnärernas utställning i Växjö. Bland hans noterbara arbeten märks porträttet av författaren Johan Alfred Göth. Hans konst består av stilleben, porträtt och landskapsmålningar.